# Культура (газета, Россия)
«Культура» (до 1991 года — «Советское искусство», «Советская культура») — советская центральная (всесоюзная), а затем всероссийская общественно-политическая газета. Основана в 1929 году. На данный момент издаётся 1 раз в месяц.

## История

### «Советское искусство»
Первый номер издания под названием «Рабочий и искусство» вышел из печати 6 ноября 1929 года. С 1931 года газета выходила под названием «Советское искусство». В 1942—1943 годах в результате временного слияния с «Литературной газетой» выпускалась под общим названием «Литература и искусство», с 1944 года по июнь 1953 года вновь выходила под названием «Советское искусство».

### «Советская культура»
С июля 1953 года газета носила название «Советская культура», издавалась министерством культуры СССР и ЦК профсоюза работников культуры. В 1961—1967 годах её главным редактором был кандидат философских наук Дмитрий Большов. Позднее газета — официальный печатный орган ЦК КПСС.
В ноябре-декабре 1967 года на страницах газеты был опубликован цикл очерков о древнерусских городах под общим заголовком «Золотое кольцо», подготовленный журналистом газеты Юрием Александровичем Бычковым и его коллегами Там был впервые описан кольцевой маршрут, ныне известный как Золотое кольцо России, и впервые появилось название — «Золотое кольцо».
О газете «Советская культура» режиссёром Ю. П. Егоровым был снят документальный фильм, в котором заголовки статей иллюстрируются кадрами кинохроники строительства Байкало-Амурской магистрали, выступления симфонического оркестра под руководством Евгения Мравинского, реставрации старинной церкви, а также интервью читателей у газетного киоска и ответами сотрудников отдела «Советская культура» на письма читателей
В 1989 году у «Советской культуры» появилась газета-приложение «Экран и сцена». В 1990 году «Экран и сцена» стала выходить отдельно, в подзаголовке исчезла информация о том, что это приложение к «Советской культуре».

### Постсоветский период
С 1991 года газета носит название «Культура».
В октябре 2011 года «Культура» перестала выходить в связи с финансовыми трудностями. По словам Юрия Белявского, бывшего главного редактора издания, перед его увольнением в ноябре 2011 года акции газеты скупались организациями, аффилированными с Никитой Михалковым.

#### При Ямпольской
В декабре 2011 года главным редактором газеты была назначена Елена Ямпольская — бывший редактор отдела культуры газеты «Известия», которую пресса неоднократно связывала с Михалковым. СМИ также писали, что Михалков мог стать новым инвестором издания. Ямпольская отрицала факт владения газеты Михалковым; позднее признала, что «Культура» финансируется из нескольких фондов, к некоторым из которых имеет отношение Михалков.
Возглавив издание, Ямпольская назвала выходившую под руководством Белявского «Культуру» «чудовищной», а само название газеты — инертным и скучным: «нормальный человек, увидев в киоске неизвестную газету под названием „Культура“, скорее всего, покупать её не станет». Ямпольская заявила, что под её руководством газета расширит круг тем, в число которых войдут общественная проблематика, религия и развлечения. В январе 2012 года обновлённая газета «Культура» стала выходить с новым подзаголовком «Духовное пространство русской Евразии». Елена Ямпольская считает, что обновлённая «Культура» — «самая красивая газета в стране».
После назначения Ямпольской Ирина Кулик, Дмитрий Морозов, Георгий Осипов и ряд других журналистов покинули газету в знак несогласия с её редакторской политикой; Ямпольская заявляет, что сама уволила сотрудников газеты за профнепригодность. На смену ушедшим сотрудникам в газету были приняты журналисты других изданий, в основном из «Известий». По словам Ямпольской, у издания выросли тиражи, что она связывает с поддержкой «Культурой» запрета гей-пропаганды. На посту главного редактора Ямпольская видит задачу сделать «Культуру» законодателем общественных нравов в стране.
В 2017 году газета «Культура» оцифровала и выложила в открытый доступ архивы «Советской культуры» (1953—1991), «Советского искусства» (1944—1952), «Литературы и искусства» (1942—1944), «Советского искусства» (1931—1941) и изначального варианта «Рабочий и искусство», первый номер которого вышел 6 ноября 1929 года.
В ноябре 2019 года главным редактором газеты назначен писатель, создатель и первый главный редактор делового журнала РБК Пётр Власов.

#### При Власове
С начала 2020 года газета «Культура» начала выходить в ежемесячном формате.